# Rock This Country!
«Rock This Country!» — песня канадской певицы Шанайи Твейн, одиннадцатый сингл с её третьего студийного альбома Come On Over (1997). Сингл достиг третьего места в кантри-чарте Канады.

## История
Песня вышла 10 января 2000 года. Сингл был успешным, он достиг позиции № 3 в Канадском кантри-чарте, и был в лучшей тридцатке в американском в Billboard Hot Country Songs (США).
Песня получила положительные отзывы музыкальной критики и интернет-изданий: Billboard.
Различные политики использовали эту песню в качестве основной темы для своих политических кампаний, например, Нобелевский лауреат и вице-президент США Ал Гор в 2000 году и Госсекретарь США Хиллари Клинтон в 2008 году.

## Официальные версии
- Album Version (4:23)
- Radio Edit (3:59)
- Live from Still the One: Live from Vegas (3:07)

## Чарты и сертификации
| Чарт (2000)                       | Высшая позиция |
| --------------------------------- | -------------- |
| Канада (RPM Country Tracks)       | 3              |
| США (Billboard Hot Country Songs) | 30             |